# Ислам в Того
Ислам в Того по разным данным исповедуют от 15 до 24 % населения.

## История
Распространение ислама во времена средневековья обусловлено прежде всего торговыми связями с североафриканскими берберами и туарегами. С XV века ислам стал распространяться в северной части страны благодаря кочевникам хауса и фульбе. Южная часть Того вошла в состав королевства Дагомея где сохранялись африканские традиционные религии. В XVI веке португальцы колонизовали прибрежные районы, известные как Невольничий берег и принесли в этот регион христианство.
В начале XIX века число мусульман значительно выросло за счёт массового притока мусульманских беженцев из северной Нигерии, которые бежали от джихада хауса и фульбе.

## Численность и расселение
Мусульмане проживают преимущественно на севере страны. Большинство мусульман в Того сунниты маликитского мазхаба.Ислам распространен среди этнических групп фульбе, хауса, эве, йоруба и другие.